# Bengt Åberg (konstnär)
Bengt Rune Åberg, född 4 augusti 1941 i Sundsvall, död 26 april 2015 i Essvik i Njurunda församling, var en målare, grafiker och tecknare.
Åberg är med undantag av kortare studier för Bengt Lindström autodidakt som konstnär. Separat har han bland annat ställt ut i Härnösand och Umeå. Tillsammans med Bernt Kumlin och Malte Nyberg-Tolf medverkade han i Galleri Norrlands vandringsutställning Tre målare. Hans konst anknyter till Lindström och Cobra-gruppens måleri. Han gjorde färgglada, expressionistiska oljemålningar med typiska motiv som träd, fåglar, havsvågor och clowner.
Åberg finns representerad i bland annat Riksdagshuset, Sundsvalls och Landskrona museer samt i flera landsting och kommuner. Han är begravd på Nya kyrkogården i Härnösands domkyrkoförsamling.